# 9697 Louwman
9697 Louwman eller 1295 T-1 är en asteroid i huvudbältet som upptäcktes den 25 mars 1971 av den nederländsk-amerikanske astronomen Tom Gehrels och det nederländska astronomparet Ingrid van Houten-Groeneveld och Cornelis Johannes van Houten vid Palomarobservatoriet. Den är uppkallad efter Peter J. K. Louwman.
Asteroiden har en diameter på ungefär 5 kilometer.